# Eva Wagner-Pasquier
Eva Wagner-Pasquier (Oberwarmensteinach, 14 d'abril de 1945) és una empresària teatral alemanya, des de 2008 codirectora del Festival de Bayreuth amb la seva germana per part de pare Katharina Wagner.
Filla de Wolfgang Wagner i Ellen Drexel, va ser assessora del seu pare en el festival entre 1967 i 1975. Va fer la mateixa tasca a l'Òpera de l'Estat de Viena i a Covent Garden de Londres. Va ser executiva de l'empresa UNITEL de Múnic fins a 1984 i va treballar en programació del Festival d'Ais de Provença, Houston Opera, Opéra Bastille, Metropolitan Opera i el Teatre del Châtelet.
Va existir una llarga disputa en la línia successòria (el seu pare afavoria a la seva esposa Gudrun Wagner i la seva filla Katharina) en comptes d'Eva Wagner-Pasquier i Nike Wagner, filla de Wieland Wagner; la sobtada mort de Gudrun va precipitar la codirecció del festival.
Està casada amb el productor de cinema francès Yves Pasquier i tenen un fill, Antoine Amadeus Pasquier, nascut el 1982.